# Campeonato Europeo de Patinaje de Velocidad sobre Hielo de 2015
El CIX Campeonato Europeo de Patinaje de Velocidad sobre Hielo se celebró en Cheliábinsk (Rusia) del 10 al 11 de enero de 2015 bajo la organización de la Unión Internacional de Patinaje sobre Hielo (ISU) y la Federación Rusa de Patinaje sobre Hielo.
Las competiciones se realizaron en el Palacio de Hielo Uralskaya Molniya de la ciudad rusa.

## Resultados

### Masculino
| Evento                      | Oro                                       | Plata                                       | Bronce                                    |
| --------------------------- | ----------------------------------------- | ------------------------------------------- | ----------------------------------------- |
| 500 m (10.01)               | Koen Verweij · Países Bajos · 36,20 s     | David Andersson · Suecia · 36,27 s          | Jan Szymański · Polonia · 36,47 s         |
| 1500 m (11.01)              | Denis Yuskov · Rusia · 1:46,22            | Koen Verweij · Países Bajos · 1:46,28       | Bart Swings · Bélgica · 1:47,08           |
| 5000 m (10.01)              | Sven Kramer · Países Bajos · 6:17,32      | Wouter olde Heuvel · Países Bajos · 6:22,32 | Sverre Lunde Pedersen · Noruega · 6:22,98 |
| 10 000 m (11.01)            | Sven Kramer · Países Bajos · 13:07,27     | Sverre Lunde Pedersen · Noruega · 13:16,27  | Bart Swings · Bélgica · 13:21,06          |
| Clasificación total (11.01) | Sven Kramer · Países Bajos · 149,928 pts. | Koen Verweij · Países Bajos · 150,107 pts.  | Denis Yuskov · Rusia · 150,696 pts.       |

### Femenino
| Evento                      | Oro                                           | Plata                                              | Bronce                                        |
| --------------------------- | --------------------------------------------- | -------------------------------------------------- | --------------------------------------------- |
| 500 m (10.01)               | Ireen Wüst · Países Bajos · 39,24 s           | Ida Njåtun · Noruega · 39,66 s                     | Yuliya Skokova · Rusia · 39,72 s              |
| 1500 m (11.01)              | Ireen Wüst · Países Bajos · 1:56,05           | Ida Njåtun · Noruega · 1:58,09                     | Martina Sáblíková · República Checa · 1:58,24 |
| 3000 m (10.01)              | Martina Sáblíková · República Checa · 4:05,23 | Ireen Wüst · Países Bajos · 4:07,49                | Linda de Vries · Países Bajos · 4:07,50       |
| 5000 m (11.01)              | Martina Sáblíková · República Checa · 7:00,70 | Ireen Wüst · Países Bajos · 7:05,63                | Olga Graf · Rusia · 7:09,10                   |
| Clasificación total (11.01) | Ireen Wüst · Países Bajos · 161,734 pts.      | Martina Sáblíková · República Checa · 162,414 pts. | Linda de Vries · Países Bajos · 163,695 pts.  |

## Medallero
- Solo se otorgan medallas en la clasificación general.

| Núm. | País            | Oro | Plata | Bronce | Total |
| ---- | --------------- | --- | ----- | ------ | ----- |
| 1    | Países Bajos    | 2   | 1     | 1      | 4     |
| 2    | República Checa | 0   | 1     | 0      | 1     |
| 3    | Rusia           | 0   | 0     | 1      | 1     |
|      | TOTAL           | 2   | 2     | 2      | 6     |